# سردار اسماعیل خان سنگسری
اسماعیل خان سنگسری سردار فتحعلی شاه قاجار مشهور به «زرریزخان» و «اسماعیل طلایی» بود.

## دربارهٔ اسماعیل‌خان
اسماعیل‌خان از اهالی منطقه طالب آباد مهدیشهر (سنگسر) در شهرستان مهدی شهر بود که شهرتش پیش از این به غلط دامغانی گفته شده‌است. (دامغان در آن‌زمان مرکز سیاسی منطقهٔ فعلی استان سمنان بوده‌است)، اقامت مطلب خان برادر اسماعیل خان در یکی از اردوگاهای تابستانی در نزدیکی دامغان بوده‌است.

## دریافت لقب زرریزخان از فتحعلی شاه
علت اعطای لقب زرریز خان به او این است که در زمان فتحعلی شاه از طرف یکی از دول خارجه بسته‌ای به عنوان هدیه به دربار رسید و شاه قصد گشودن آن را کرد. اسماعیل خان که جزء ملتزمین بود استدعا کرد این کار در محوطهٔ کاخ به وسیلهٔ خدمتگذاران انجام شود چه احتمال سوءقصد را نمی‌توان از نظر دور داشت. اتفاقاً هنگام بازکردن، بسته منفجر شد و خساراتی به بار آورد. فتحعلی شاه با آگاهی از این امر، دستور داد برای این دور اندیشی هم وزن سردار اسماعیل خان سکه‌های طلا به او مرحمت شود و چنین کردند و اسماعیل خان معروف به «زرریزخان» شد.

## ساخت سقاخانه اسماعیل طلایی در صحن عتیق حرم علی بن موسی الرضا
اسماعیل خان دستور داد، از محل سکه‌های طلایی که به پاس نجات جان فتحعلی شاه دریافت کرده بود، داخل صحن حرم علی بن موسی‌الرضا در مشهد سقاخانه‌ای بسازند و پوشش آن را از طلا کنند که تا به امروز به نام سقاخانهٔ «اسماعیل طلایی» مشهور است.

## برادران اسماعیل خان
اسماعیل خان چه خود و چه برادرانش یعنی ذوالفقارخان ٬ مطلب خان ٬ محمدعلی خان و عیسی‌خان مردانی بسیار متهور و جنگجو بوده که در اکثر جنگ‌های مهم دورهٔ فتحعلی شاه به خصوص در اوایل سلطنت حضور داشته و فتوحات نمایانی نموده‌است.

## دفع توطئه حسینقلی خان
در سال ۱۲۱۶ ه. ق؛ که حسینقلی‌خان قاجار برادر اعیانی فتحعلی شاه برای بار دوم علیه او عصیان ورزیده از کاشان به اصفهان و از آنجا به اراک رفت یکی از سرکردگانی که تا دم آخر مانند سایه او را تعقیب می‌نمود همین اسماعیل‌خان بود و پس از اینکه حسینقلی خان نتوانست که از راه کرمانشاه به خاک عثمانی پناهنده شود، به ناچار به طرف قم فرار کرد. پس از اینکه حسینقلی‌خان در آرامگاه معصومه پناه برد و بست نشست، اسماعیل‌خان نیز آمده پهلوی او قرار گرفت و به او گفت هر جا که تو بخواهی بروی من همراه تو خواهم بود.

## کمک در فتح قره‌باغ
در سال ۱۲۲۰ ه. ق؛ که فتحعلی شاه برای گرفتن قره‌باغ و جلوگیری از پیشرفت روس‌ها بدان سمت عزیمت نمود، ابراهیم خلیل خان جوانشیر والی قره‌باغ که قبلاً با روس‌ها سازش کرده بود از سیسانوف سردار روس درخواست کمک کرد و او هم عده‌ای سرباز به یاری او فرستاد. افراد روس و سربازان قره‌باغی برای مانع شدن از عبور لشکریان ایران در پل خداآفرین قرار گرفتند. فتحعلی شاه اسماعیل‌خان را با عده‌ای برای دفع آنان فرستاد و او رفته آنها را متفرق نمود و بعد فتحعلی شاه از رودخانهٔ ارس عبور کرده به نزدیک شوشی (حاکم‌نشین قره‌باغ) فرود آمد. به طوری که در بالا گفته شد ابراهیم خلیل‌خان از سیسانوف سردار روس درخواست کمک کرد و او هم اجابت نموده، عده‌ای هم سرباز را به بهانهٔ محافظت شهر از تعرض لشکر ایران با اجازهٔ ابراهیم خلیل خان وارد شهر کرده، آنجا را مستحکم نمود و همین سال در بادکوبه، ابراهیم خلیل خان از کردهٔ خود که سازش با روس‌ها در راه دادن آنها به شوشی باشد سخت پشیمان شده شرحی به فتحعلی شاه نوشت و اظهار ندامت نمود و ضمناً از او درخواست نمود که اقدامی به عمل آورده، روس‌ها را که باعث زحمتش شده‌اند از شوشی خارج نمایند. فتحعلی شاه سردار اسماعیل‌خان، سردار حسین‌خان قاجار قزوینی و امان‌خان افشار خمسه را به یاری او فرستاد. لکن موفقیتی برای سرداران اعزامی ایران حاصل نشد زیرا پیش از اینکه نامبردگان به شوشی برسند، روس‌ها شبانه ابراهیم خلیل‌خان را با ۳۱ نفر از افراد خانواده‌اش کشته بودند و با این کشتار دسته جمعی بساط خوانین قره‌باغ به کلی برچیده شد. سپس در همین سال دولت اسماعیل‌خان و امام‌الله‌خان را برای سرکوب مصطفی‌خان حاکم شیروان که با روس‌ها علیه ایران سازش کرده بود و همچنین کوچانیدن ایلات آن حدود را به نواحی قراچه‌داغ (ارسباران) و مغان مأمور نمود.

## نیابت والی خراسان
چون در سال ۱۲۲۸ ه. ق. خوانین و بزرگان خراسان علیه محمد ولی میرزا والی خراسان قیام کرده بودند و با اینکه قضیه به مسالمت و مصالحه انجامید، باز آنان دست از ضدیت خود بر نداشته و دنبالهٔ مخالفت خوانین خراسان همین‌طور ادامه داشت تا اینکه دولت در سال ۱۲۲۹ ه. ق. اسماعیل خان را به سرداری و نیابت ایالت خراسان تعیین و دو برادر او ذوالفقارخان و مطلب خان را نیز به همراه او برای تنبیه خوانین مأمور نمود و این سه برادر به سمت خراسان روانه شدند. در جنگ سختی که بین برادران و خوانین در نزدیکی مشهد روی داد خوانین شکست خوردند و به محل‌های خود رفتند.

## نبرد با کامران میرزا
ابراهیم خان هزاره از خوانین و از رؤسای بزرگ طائفه هزاره در سال ۱۲۲۹ ه. ق. فیروزالدین میرزا حاکم هرات را وادار به گرفتن غوریان نمود. فیروزالدین میرزا نیز اغواء شده پسر و وزیر خود را با لشکری برای تسخیر غوریان فرستاده و محمدخان پسر اسحاق خان قرآنی حاکم غوریان را محصور نمود. محمدخان که چنین دید، کامران میرزا حاکم قندهار را وادار نمود که برای سرکوبی عموی خود فیروزالدین میرزا به هرات حرکت کند. کامران به طمع اینکه پس از گرفتن هرات ٬ مشهد را هم تسخیر خواهد کرد به سمت هرات رهسپار گردید. فیروزالدین میرزا به واسطهٔ آمدن کامران ترسیده از کردار خود پشیمان شده و سپاه خود را از اطراف غوریان برداشت و از محمدولی میرزا والی خراسان استمداد جست. اسماعیل خان سردار خراسان به همراه برادران خود به یاری او شتافت و در نزدیکی هرات اردوی خود را قرار داد و بعد به جنگ کامران رفت. کامران میرزا چون خود را حریف میدان او ندید بدون جنگ کردن به طرف قندهار معاودت نمود و اسماعیل خان پس از انجام و اتمام کارها و نظم و نسق دادن به آن صفحات به مشهد بازگشت.
در سال ۱۲۳۰ ه. ق. باز دوباره خوانین خراسان علم مخالفت را علیه محمدولی میرزا والی خراسان بلند کردند. اسماعیل خان بار دیگر مأمور قلع و قمع آنان گردید و پس از جنگی سخت خوانین در قوچان محصور شدند و سرانجام قوچان مفتوح شد و خوانین مطیع گردیدند.

## میدان اسماعیل طلایی سنگسر
در ناحیه طالب آباد مهدی شهر (سنگسر) امروزی میدانی به نام این سردار نامگذاری شده‌است و قرار است به پاس خدمات او، نمونه سقاخانه اسماعیل طلایی که به دست او در صحن حرم امام رضا (ع) ساخته شد، در این میدان بنا گردد.